# Burbuja del uranio de 2007

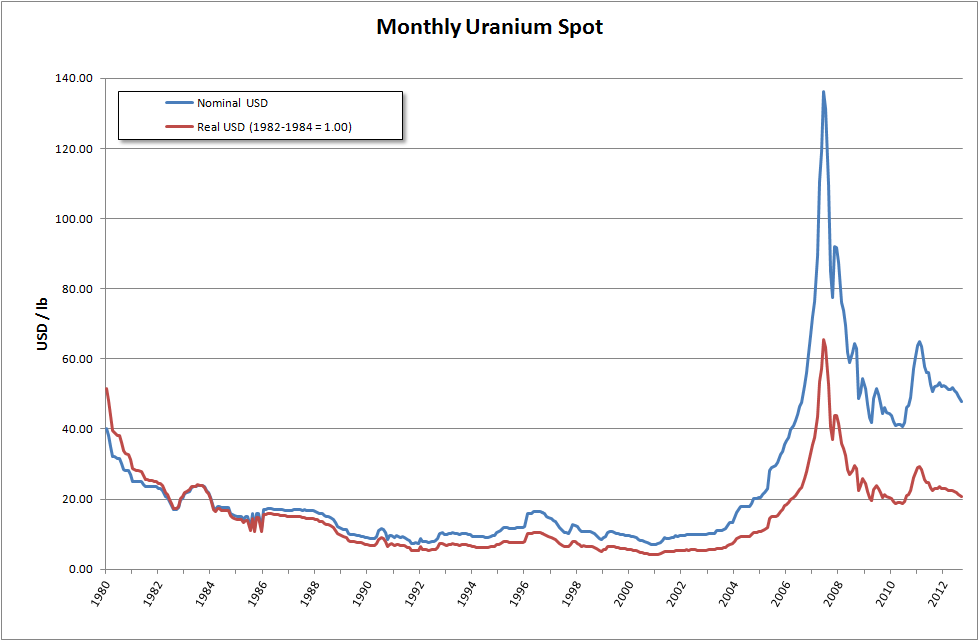
Precio mensual del uranio en USD por libra desde 1980 hasta 2011. El precio máximo de 2007 es claramente visible.

La burbuja de uranio de 2007 fue un período de crecimiento casi exponencial en el precio del uranio natural, a partir de 2005 y alcanzó un máximo de aproximadamente $ 300/kg (o ~$135/lb) a mediados de 2007. Esto coincidió con aumentos significativos en el precio de las acciones de las compañías de exploración y extracción de uranio. Después de mediados de 2007, el precio comenzó a caer nuevamente y, a fines de 2010, se mantuvo relativamente estable en alrededor de $ 100/kg.

## Causas
La tendencia alcista de los precios del uranio ya era evidente desde 2003. Esto provocó aumentos en la actividad minera. Una posible causa directa de la burbuja es la inundación de la mina de Cigar Lake, en Saskatchewan, que tiene los depósitos de mineral de uranio de alto grado sin explotar más grandes del mundo. Esto creó incertidumbre sobre el futuro a corto plazo del suministro de uranio. Otros factores son la especulación provocada por las crecientes expectativas en torno a los programas nucleares de India y China, y la reducción del uranio disponible para armas debido al programa de Megatones a Megawatts.

## Impacto
El impacto de la burbuja en la generación de energía nuclear fue pequeño, ya que la mayoría de las centrales eléctricas tienen contratos de suministro de uranio a largo plazo, y el precio del uranio natural representa solo una pequeña fracción de sus costos operativos. Sin embargo, la fuerte caída en los precios después de mediados de 2007 causó que muchas nuevas compañías enfocadas en la exploración y la minería perdieran su viabilidad y salieran del negocio. Debido a la mayor prospección, las reservas de uranio conocidas e inferidas aumentaron en un 15% entre 2005 y 2007.